# Перфектният ритъм
„Перфектният ритъм“ (на английски: Pitch Perfect) е американска музикална комедия от 2012 г. на режисьора Джейсън Мур, по сценарий на Кей Кенън. Във филма участват Ана Кендрик, Скайлър Остин, Ребъл Уилсън, Адам ДеВайн, Ана Кемп, Британи Сноу, Бен Плат, Джон Майкъл Хигинс и Елизабет Банкс. Занест е през декември 2011 г. в Батън Руж. Премиерата на филма е на 24 септември 2012 г. в Лос Анджелис и е пуснат на 5 октомври 2012 г. в САЩ. Това е първият филм от филмовата поредица е последван от две продължения – „Перфектният ритъм 2“ (2015) и „Перфектният ритъм 3“ (2017).